# Selago galpinii
Selago galpinii là một loài thực vật có hoa trong họ Huyền sâm. Loài này được Schltr. miêu tả khoa học đầu tiên.